# Brilliant Corners
Brilliant Corners är ett musikalbum av Thelonious Monk utgivet 1957. Det var Monks tredje album för etiketten Riverside, och det första av dessa som innehåller Monks egna kompositioner. 
Titelspåret Brilliant Corners är möjligen en av de mer besvärliga Monk-kompositionerna. Melodin är uppbyggd i tre delar om 8, 7 och 8 takter, och spelas varannan gång i dubbelt tempo. Enligt konvoluttexten krävdes det ett antal olika tagningar som sedan fick klippas ihop.
På låten Pannonica (efter Pannonica De Koenigswater, vän och beskyddare till Monk) spelar Thelonious Monk förutom piano även celesta, Vad gäller titeln till Ba-lue Bolivar Ba-lues-are säger konvoluttexten att detta är Monks mening om det rätta uttalet av Blue Bolivar Blues, en titel som låten haft i andra sammanhang, vilket i sig kommer av Hotel Bolivar på Manhattan.
I USA tilldelades albumet 1999 The Grammy Hall of Fame Award, ett speciellt Grammy-pris för historiskt viktiga skivor.

## Låtlista
1. Brilliant Corners (Monk) –7:42
2. Ba-lue Bolivar Ba-lues-are (Monk) –13:24
3. Pannonica (Monk) –8:50
4. I Surrender, Dear (Barris-Clifford) –5:25
5. Bemsha Swing (Thelonious Monk-Denzil Best) –7:42

## Medverkande
- Thelonious Monk, piano, celesta
- Ernie Henry, altsaxofon
- Sonny Rollins, tenorsaxofon
- Oscar Pettiford, kontrabas
- Max Roach, trummor, tympani
- Clark Terry (5), trumpet
- Paul Chambers (5), kontrabas